# Goniodromitidae
Goniodromitidae is een uitgestorven familie van de superfamilie Homolodromioidea uit de infraorde krabben en omvat de volgende geslachten: 
- Cycloprosopon  †  Lőrenthey, 1929
- Cyclothyreus  †  Remeš, 1895
- Distefania  †  Checchia-Rispoli, 1917
- Eodromites  †  Patrulius, 1959
- Goniodromites  †  Reuss, 1858a
- Palaeodromites  †  A. Milne-Edwards, 1865
- Pithonoton  †  von Meyer, 1860
- Plagiophthalmus  †  Bell, 1863
- Sabellidromites  †  Schweitzer & Feldmann, 2008
- Trachynotocarcinus  †  Wright & Collins, 1972